# Koczor Tamás
Koczor Tamás (?) evangélikus lelkész, teológiai szerző, a Ferencvárosi Evangélikus Gyülekezet lelkésze és a Deák Téri Evangélikus Gimnázium iskolalelkésze, hitoktató.

## Tanulmányai
Középiskolai érettségijét a Vörösmarty Mihály Gimnáziumban tette le Budapesten. Felsőfokú végzettségét az Evangélikus Teológiai Akadémián szerezte.

## Munkahelyei
- Magyarországi Evangélikus Egyház Dabas-Gyóni Egyházközség (lelkész)
- Dél-Pest Megyei Egyházmegye – esperes
- Ferencvárosi Egyházközség – gyülekezeti lelkész

## Publikációk, előadások

### Társszerzőként
- Kezed rajtunk, Mérlegen a lelkész c. gyülekezetpedagógiai füzetek
- Tükörkép, Keresztmetszet c. igehirdetési gyűjtemények
- Fényforrás, Lélegzetvétel c. könyvek
- Növekedés – 2007-2008. évi országos gyülekezeti munkaprogram (Luther, 2007)
- A teremtés ünnepe – teológiai tanulmányok, liturgiák, alkotások könyve (Luther, 2008)
- Tanuló közösségben / A konfirmációi oktatás kézikönyve (Luther Kiadó, 2008)
- Harangbongás – protestáns tollforgatók antológiája (PRÚSZ, 2008)
- Cikkek a Lelkipásztorban, Evangélikus Életben, Hét Hárs c. folyóiratban, más folyóiratokban, énekek az Új Ének c. összeállításban

### Kötetei
- Sietős történetek (Luther Kiadó, 2021)[1]
- Ráérős történetek (Luther Kiadó, 2021)[1]